# Фонд Кавлі
Фонд Кавлі (англ. Kavli Foundation) — фонд для підтримки розвитку науки, підвищення обізнаності громадськості з наукою та підтримки вчених та їх роботи, розташований у Лос-Анджелесі в США. Діяльність фонду охоплює, в першу чергу, астрофізику, нанонауку та нейронауку. Фонд надав фінансування на створення інститутів Кавлі в кампусах 20 великих університетів в різних країнах світу, створив 10 професорських посад в різних університетах США, що два роки присуджує Премію Кавлі.

## Історія
Фонд Кавлі був заснований у грудні 2000 року бізнесменом і філантропом Фредом Кавлі, який створив компанію Kavlico з виготовлення датчиків та інвестував в нерухомість у південній Каліфорнії та Неваді. Кавлі помер у 2013 році, залишивши решту своїх статків фонду.

## Президенти фонду
- Девід Остон[en], перший президент фонду з 2002 по 2009, колишній президент Університету Кейс-Вестерн-Резерв і науковець Лабораторій Белла[4]
- Роберт Конн[en], з 2009 по 2020
- Синтія Френд[en], з 2020)

## Кавлівські професори
Фонд Кавлі створив десять посад кавлівських професорів: три в Гарвардському університеті, дві в Каліфорнійському університеті в Санта-Барбарі, по одній в Університеті Каліфорнії в Лос-Анджелесі, Університеті Каліфорнії в Ірвайні, Колумбійському університеті, Корнелльському університеті і Каліфорнійському технологічному інституті.

## Премія Кавлі
Премія Кавлі присуджується вченим за проривні дослідження в трьох галузях: астрофізиці, нанонауках та нейронауках. Починаючи з 2008 року, що два роки вручають премію в кожній із цих галузей. Грошова нагорода становить один мільйон доларів. Премія Кавлі присуджується в партнерстві між Норвезькою академією наук, Міністерством освіти й науки Норвегії та Фондом Кавлі.
Лауреатів обирають три незалежні комітети, складені з видатних учених, рекомендованих Китайською академією наук, Французькою академією наук, Товариством Макса Планка, Національною академією наук США та Лондонським королівським товариством. Після обрання рекомендації цих комітетів затверджуються Норвезькою академією наук.

## Інститути Кавлі
20 інститутів Фонду Кавлі зосереджуються на астрофізиці, нанонауках, нейронауках та теоретичній фізиці.

### Астрофізика
- Інститут астрофізики та космології частинок імені Кавлі при Стенфордському університеті
- Інститут космологічної фізики Кавлі при Чиказькому університеті
- Інститут астрофізики та космічних досліджень Кавлі при Массачусетському технологічному інституті
- Інститут астрономії та астрофізики Кавлі при Пекінському університеті
- Інститут космології імені Кавлі при Кембриджському університеті
- Інститут фізики та математики Всесвіту імені Кавлі при Токійському університеті

### Нанонаука
- Інститут нанорозмірної науки Кавлі при Корнелльському університеті
- Інститут нанонауки Кавлі[en] при Делфтському технологічному університеті в Нідерландах
- Інститут нанонауки Кавлі при Каліфорнійському технологічному інституті
- Інститут енергетичних нанонаук Кавлі при Університеті Каліфорнії в Берклі та Національній лабораторії Лоуренса в Берклі
- Інститут відкриття нанонауки Кавлі при Оксфордському університеті

### Нейронауки
- Інститут науки про мозок Кавлі при Колумбійському університеті
- Інститут мозку та розуму Кавлі при Університеті Каліфорнії в Сан-Дієго
- Інститут неврології Кавлі при Єльському університеті
- Інститут системної нейронауки Кавлі при Норвезькому університеті природничих та технічних наук
- Інститут нейронаук Кавлі при Університеті Джонса Гопкінса
- Інститут нейронних систем Кавлі при Рокфеллерському університеті
- Інститут фундаментальної нейронауки Кавлі при Університеті Каліфорнії в Сан-Франциско

### Теоретична фізика
- Інститут теоретичної фізики імені Кавлі при Університеті Каліфорнії в Санта-Барбарі
- Інститут теоретичних наук Кавлі при Університеті Китайської академії наук